# جاك برادلي
جاك برادلي (بالإنجليزية: Jack Bradley)‏ (27 نوفمبر 1916 في المملكة المتحدة - 14 ديسمبر 2002 في المملكة المتحدة) هو لاعب كرة قدم بريطاني (وحمل سابقاً جنسية المملكة المتحدة لبريطانيا العظمى وأيرلندا) في مركز مهاجم داخلي. لعب مع بولتون واندررز وتشيلسي وسويندون تاون ونادي ساوثهامبتون ونورويتش سيتي وهدرسفيلد تاون وغريت يارموث تاون ‏.

## وصلات خارجية
- جاك برادلي على موقع قاعدة بيانات كرة القدم.إي يو (الإنجليزية)
- جاك برادلي على موقع قاعدة بيانات كرة القدم.إي يو (الإنجليزية)